# Commodore Perry Owens
Commodore Perry Owens var sheriff i Holbrook, i delstaten Arizona, USA.
En af vestens mest glorværdige "gunfights" (revolverdueller) fandt sted i Holbrook i 1887, da Sheriff Owens, en person af dynamisk karakter med håret hængende under hans skulder, helt alene ordnede den desperate Cooper-Blevins bande, ved at dræbe tre og såre en i næsten samme øjeblik.
(Cooper-Blevins banden var involveret i Pleasant Valley War (Pleasant dalens krig), en fejde som startede i 1880 mellem kvæg og fåravlere, hvor over 30 mænd var dræbt. De fleste var upartiske i denne Pleasant Valley War og flygtede ud af området (byen Young i Pleasant Valley). Efter at fejden sluttede i 1892 begyndte de fleste at returnere langsomt. I dag er området stille og fredeligt, og lever op til sit Pleasant Valley navn.)
Hele forløbet inden fejden startede og alle de implicerede (samt deres efterkommere) i Pleasant Valley War er omtalt i bogen "I bil igennem Arizona" af Bobby Krause Zlatevski.